# Sait Toptani
Sait Toptani vagy Said Toptani (Konya, 1894 – Tirana, 1947) albán politikus, 1931–1932-ben Albánia nemzetgazdasági minisztere.

## Életútja
Az anatóliai Konyában született 1894-ben Murat Toptani (1866–1918) politikai aktivista, szobrász, költő és Naim Frashëri nevelt lánya, Asije gyermekeként. A források szerint szülei csak 1895-ben házasodtak össze Konstantinápolyban, ezt követően a család Tiranában telepedett le. Toptani középiskolai tanulmányait Konstantinápolyban fejezte be, majd Ausztriában, Grazban szerzett mezőgazdászi diplomát.
Ausztriából való hazatérése után bekapcsolódott a politikai életbe. 1920 nyarán részt vett az olasz hadsereget Vlorából és környékéről kiűző fegyveres harcban. 1922-től 1939-ig az albán nemzetgyűlés képviselője volt. Az 1924-es júniusi forradalom után rövid időre elhagyta az országot, de visszatért, amint Amet Zogu 1924 decemberében restaurálta a hatalmát. 1928-ban, az Albán Királyság kikiáltásának előestéjén részt vett az alkotmány-előkészítő bizottság munkájában. 1930 októberében jelen volt a balkáni egyezményt előkészítő első Balkán-konferencián mint a hivatalos albán küldöttség tagja. Pandeli Evangjeli harmadik kabinetjében, 1931. július 25-étől 1932. december 7-éig a nemzetgazdasági minisztérium vezetője, 1937–1939-ben pedig a gazdasági tervezőbizottság tagja volt. Az 1930-as évek végén politikai tevékenységével párhuzamosan a Gazeta e Re (’Új Újság’) főszerkesztőjeként is tevékenykedett, valamint az 1937 augusztusában megalapított Állami Agrárbank (Banka Bujqësore e Shtetit) igazgatótanácsának elnöke volt. Ezt követően visszavonult a politizálástól, 1947-ben halt meg Tiranában.